# Асакура Норікаґе (Сотекі)
Асакура Норікаґе  (яп. 朝倉 教景); 1477 — 23 вересня 1555) — японський самурайський військовик та письменник періоду Сенґоку.

## Життєпис
Походив з самурайського роду Асакура. Восьмий син даймьо Асакура Такакаґе. Сам він ніколи не був дайме, але займав пост радника при трьох поколіннях вождів клану Асакура. Все своє життя він провів у військових походах. У 1481 році став служити своєму братові Асакура Удзікаґе. У 1503 році брав участь у боротьбі проти роду Кай. У 1506 році здобув перемогу над сектою Ікко-іккі у битві на річці Кузужий.
У 1517 році очолив військо роду на підтримку клану Такеда проти Нобунага. У 1527 році привів військо на допомогу роду Азаї. У 1527–1528 роках бився на доці сьогунів з року Асікаґа.
У 1548 Норікаґе постригся в ченці й прийняв ім'я Сотекі. Проте ні роки, ні релігія не відвернули його від виконання боргу. У віці сімдесяти дев'яти років він разом з армією вирушив у провінцію Кага і брав участь у своїй останній кампанії проти прихильників секти Ікко-ікки. 23 вересня За іншими відомостями 8 вересня) 1555 року він помер у військовому таборі від хвороби.

## Творчість
Відомий своєю працею з військової справи «Сотекі вакі». Це збірка висловів Норікаґе, записаних одним близьким до нього васалом за кілька років до його смерті. В неї входять 83 настанови, написаних у стилі канамадзірі. Твір є своєрідним спадком Норікаґе, що зображає його практичний досвід і бачення світу. У ньому повністю відсутній ідеалізм попередніх і наступних століть. Найвідомішим висловлюванням є «Як би не називали воїна — собакою чи диким звіром, головне для нього — перемагати». Норікаґе говорив, що долі пана і васалів — єдині, а тому у відносинах між ними необхідна гармонія. Майже всі його настанови ставили мету — так чи інакше досягти успіху на полі бою, хоча зовні вони можуть здаватися присвяченими вельми абстрактним речам, як-то: моральності, годівлі коней та ін. Безсумнівно, що поради Норікаґе не є теоретичними, а випробуваними на особистому досвіді й підтвердженими їм ідеями.